# Fosado (La Fueva)
Fosado es una localidad española dentro del municipio de La Fueva, en el Sobrarbe, provincia de Huesca, Aragón. Antiguamente era una de las agrupaciones que conformaba Toledo de Lanata.
Se encuentra a los pies de la sierra Ferrera. El acceso se realiza por una carretera proveniente de la N-260.
La población se dividía entre Fosado Alto (cuyas casas eran: el Mediano, Moliniás, la Mariñosa y la Mula) y Fosado Bajo, de mayor rango, dividido en dos barriadas: la Villa y Soldevilla.
En un pequeño alto se encuentra la iglesia románica de San Gaudioso, de los siglos XII y XIII. Al sur se hallan un par de casas rehabilitadas, una de ellas con vano fechado en 1667. También hay dos ermitas: San Jorge y San Elías.
Muy cerca se encuentra la cueva-santuario de La Espelunga, entre los escarpes calizos de sierra Ferrera.
A 2010 cuenta con 28 habitantes, 15 varones y 13 mujeres.